# Kille Enna
Kille Enna (født 11. november 1972 i Sønderborg) er en dansk kok, kogebogsforfatter og fotograf.
Enna er udlært som kok på restaurant "De 4 Årstider" i Aarhus i perioden 1989-1993, hos Jonna Hald. Hun har bestyret køkkener i bl.a. Aarhus, London og San Francisco, og udbreder sin madfilosofi gennem foredrag og i magasiner og kogebøger.